# Post Bay 83
Die bayerischen Post Bay 83 (nach DRG-Gattungskonventionen) waren zweiachsige Postwagen, welche nach Blatt-Nr. 119 des Wagenverzeichnisses von 1897 (Blatt-Nr. 190 des Verzeichnisses von 1913) als dritter Typ der ersten Generation von Postwagen für die K.Bay.Sts.B. gebaut wurden.

## Geschichte
In Bayern waren bis zur Eingliederung der bayerischen Postverwaltung in die Reichspost am 1. April 1920 alle Bahnpostwagen Eigentum der Königlich Bayerischen Staatseisenbahnen. Auch nach diesem Termin blieb die Hoheit bei der Beschaffung bis zum 31. Oktober 1933, dem Datum der Auflösung der Gruppenverwaltung Bayern, bestehen.

## Beschaffung
Zwischen 1861 und 1934 wurden in Bayern insgesamt 708 Postwagen beschafft darunter auch 1883 insgesamt sechs zweiachsige Wagen nach Skizze 190 (WV von 1913).

## Konstruktive Merkmale

### Untergestell
Der Rahmen der Wagen war nicht mehr in Mischbauweise gebaut, sondern komplett aus Eisenprofilen zusammengenietet. Die äußeren Längsträger hatten eine Doppel-T-Form. Als Zugeinrichtung hatten die Wagen Schraubenkupplungen mit Sicherheitshaken nach VDEV, die Zugstange war durchgehend und mittig gefedert. Als Stoßeinrichtung besaßen die Wagen Stangenpuffer mit einer Einbaulänge von 650 mm, die Pufferteller hatten einen Durchmesser von 370 mm.

### Laufwerk
Die Wagen hatten genietete Fachwerkachshalter aus Flacheisen der kurzen, geraden Bauform. Gelagert waren die Achsen in geteilten Gleitachslagern. Die Räder hatten Speichenradkörper und einen Raddurchmesser von 1.014 mm. Die Federung bestand aus einer 9-lagigen Feder von 90 mm Breite und 1.750 mm Länge, die mit Federlaschen in den Federböcken befestigt waren.
Die Spindelhandbremse im hochgesetzten Bremserhaus wirkte auf alle Räder beidseitig. Die Wagen besaßen die alte Bauform der bayerischen Bremsgestänge mit mittigem Umlenkhebel. Die Wagen waren alle mit Westinghousebremsen ausgestattet.

### Wagenkasten
Das Wagenkastengerippe bestand aus einem hölzernen Ständerwerk. Es war außen mit Blech und innen mit Holz verkleidet. Die Seitenwände waren an den Unterseiten leicht eingezogen, die Stirnwände gerade. Die Wagen besaßen ein flach gewölbtes Dach. Sie hatten alle ein hochgesetztes, geschlossenes Bremserhaus, welches beidseitig und nur von außen zugänglich war. Die Wagen hatten alle durchgehende, seitliche Laufbretter und Anhaltestangen.
Der Innenraum war durchgehend und ohne Zwischenwand. Auf der Seite des Bremserhauses befand sich der Packraum, auf der gegenüberliegenden Seite der Briefsortierraum. In der Wagenmitte befand sich auch der nach beiden Wagenhälften wirkende Ofen. Je Wagenhälfte gab es einen gepolsterten Sitz.
Zur Beheizung verfügten die Wagen über eine Ofenheizung. Die Wagen waren alle mit einer Leitung für eine Dampfheizung ausgestattet.
Die Beleuchtung erfolgte durch Gas-Lampen. Der Vorratsbehälter mit einem Volumen von 650 Litern für das Leuchtgas hing in Wagenlängsrichtung am Rahmen.

## Bemerkung
Bis auf einen Wagen waren alle im Verzeichnis von 1913 noch aufgeführt.

## Skizzen, Musterblätter, Fotos

WV 1913, Skizze Blatt 190 zu Post Bay 83

## Wagennummern
Die Daten sind im Wesentlichen den Wagenpark-Verzeichnissen der Kgl.Bayer.Staatseisenbahnen, aufgestellt nach dem Stande vom 1. Juli 1879, dem 31. März 1897, dem 31. März 1913  sowie dem Artikel von A. Mühl im Lok Magazin 102 entnommen.
| Herstelldaten | Herstelldaten | Wagennummern je Epoche Gattungszeichen | Wagennummern je Epoche Gattungszeichen | Wagennummern je Epoche Gattungszeichen | Wagennummern je Epoche Gattungszeichen | Wagennummern je Epoche Gattungszeichen | Wagennummern je Epoche Gattungszeichen | Fahrwerk   | Fahrwerk        | Fahrwerk | Fahrwerk                  | Fahrwerk                  | Fahrwerk                  | Ausstattung               | Ausstattung               | Ausstattung                               | Ausstattung                               | Ausstattung                               | Ausstattung                               | Ausstattung                               | Ausstattung                               | Zusatzinfos |
| Bau- jahr     | Her- steller  | ab 1874                                | ab 1893                                | Rep. (1919)                            | DR ab 1923                             | DRG ab 1933                            | Ausge- mustert                         | Anz. Achs. | Rad- stand (mm) | LüP (mm) | Brem- sen                 | Unter- Gest.              | Lenk- achs.               | Bl.                       | Hz.                       | Art u. Anzahl der Abteile (siehe Legende) | Art u. Anzahl der Abteile (siehe Legende) | Art u. Anzahl der Abteile (siehe Legende) | Art u. Anzahl der Abteile (siehe Legende) | Art u. Anzahl der Abteile (siehe Legende) | Art u. Anzahl der Abteile (siehe Legende) | Bemerkung   |
| ------------- | ------------- | -------------------------------------- | -------------------------------------- | -------------------------------------- | -------------------------------------- | -------------------------------------- | -------------------------------------- | ---------- | --------------- | -------- | ------------------------- | ------------------------- | ------------------------- | ------------------------- | ------------------------- | ----------------------------------------- | ----------------------------------------- | ----------------------------------------- | ----------------------------------------- | ----------------------------------------- | ----------------------------------------- | ----------- |
| Blatt-Nr. 190 | Blatt-Nr. 190 | B.P.                                   | Post                                   |                                        | Post Bay 83                            | Postb 8/8                              |                                        |            |                 |          | (siehe jeweilige Legende) | (siehe jeweilige Legende) | (siehe jeweilige Legende) | (siehe jeweilige Legende) | (siehe jeweilige Legende) | A                                         | B                                         | D                                         | G                                         | P                                         | Z                                         |             |
| 1883          |               | 20 841                                 | 15 214                                 |                                        |                                        |                                        |                                        | 2          | 5.000           | 10.024   | BrH, Wbr                  | E                         |                           | G                         | O,DL                      |                                           | 1                                         |                                           |                                           | 1                                         |                                           |             |
| 1883          | 20 842        | 15 215                                 |                                        |                                        |                                        | <1913                                  |                                        | 2          | 5.000           | 10.024   | BrH, Wbr                  | E                         |                           | G                         | O,DL                      |                                           | 1                                         |                                           |                                           | 1                                         |                                           |             |
| 1883          | 20 843        | 15 216                                 |                                        |                                        |                                        |                                        |                                        | 2          | 5.000           | 10.024   | BrH, Wbr                  | E                         |                           | G                         | O,DL                      |                                           | 1                                         |                                           |                                           | 1                                         |                                           |             |
| 1883          | 20 844        | 15 217                                 |                                        |                                        |                                        |                                        |                                        | 2          | 5.000           | 10.024   | BrH, Wbr                  | E                         |                           | G                         | O,DL                      |                                           | 1                                         |                                           |                                           | 1                                         |                                           |             |
| 1883          | 20 845        | 15 218                                 |                                        |                                        |                                        |                                        |                                        | 2          | 5.000           | 10.024   | BrH, Wbr                  | E                         |                           | G                         | O,DL                      |                                           | 1                                         |                                           |                                           | 1                                         |                                           |             |
| 1883          | 20 846        | 15 219                                 |                                        |                                        |                                        |                                        |                                        | 2          | 5.000           | 10.024   | BrH, Wbr                  | E                         |                           | G                         | O,DL                      |                                           | 1                                         |                                           |                                           | 1                                         |                                           |             |